# Võ Hoàng Quảng
Võ Hoàng Quảng (sinh ngày 2 tháng 5 năm 1987) là một cầu thủ bóng đá người Việt Nam thi đấu ở vị trí hậu vệ phải cho câu lạc bộ SHB Đà Nẵng.

## Sự nghiệp
Võ Hoàng Quảng là cái tên thường xuyên xuất hiện trong mỗi lần tập trung đội tuyển U-23 và đội tuyển quốc gia Việt Nam sau này dưới thời huấn luyện viên Calisto (2009–2010), Goetz (2011), Hoàng Văn Phúc (2013) và Toshiya Miura (2014–2015). Tuy nhiên, anh chưa từng dự một kỳ AFF Cup nào. SEA Games 2009 là giải đấu để lại nhiều nuối tiếc nhất cho Hoàng Quảng khi anh không thể cùng các đồng đội giành huy chương vàng khi để thua U-23 Malaysia trong trận chung kết.
Ở cấp câu lạc bộ, Hoàng Quảng cùng SHB Đà Nẵng vô địch V-League 2009, 2012 và đoạt Cúp QG 2009 dưới thời huấn luyện viên Lê Huỳnh Đức. Chia tay SHB Đà Nẵng sau khi V.League 2017 khép lại, Hoàng Quãng chơi 1 mùa 2018 cho Sài Gòn FC, chuyển sang B.Bình Dương đá V.League 2019 trước khi tới đội hạng Nhất Bà Rịa Vũng Tàu ở mùa  giải 2020. Cuối năm 2021, anh trở lại mái nhà xưa Đà Nẵng.

## Phong cách chơi bóng
Võ Hoàng Quảng từng được đánh giá là một trong những cầu thủ chạy cánh hay nhất của bóng đá Việt Nam. Anh nổi tiếng là cầu thủ đa năng khi đã từng chơi đủ các vị trí, chỉ trừ vị trí thủ môn trong màu áo SHB Đà Nẵng. Thời đỉnh cao trong sự nghiệp, Hoàng Quảng hội tụ đầy đủ mọi tối chất của một hậu vệ cánh hàng đầu: Thể lực tốt, công thủ toàn diện, lì lợm trong những tình huống tranh chấp.

## Danh hiệu
SHB Đà Nẵng
- V-League:
  - Vô địch: 2009, 2012
  - Á quân: 2013
- Cúp quốc gia:
  - Vô địch: 2009
  - Á quân: 2013
- Siêu cúp quốc gia: 2012